# Урбанский, Кшиштоф
Кши́штоф Урба́нский (пол. Krzysztof Urbański, род. 17 октября 1982, Пабьянице, Польша) — польский дирижёр.
Учился в варшавском университете имени Фредерика Шопена, где его преподавателем был Антоний Вит. В 2007 получил первый приз на конкурсе дирижёров в рамках фестиваля «Пражская весна». Работал в Варшавском филармоническом оркестре с 2007 по 2009 год.
В 2009—2017 сотрудничал с Тронхеймским симфоническим оркестром. В сезоне 2015—2016 Урбанский сотрудничал с Симфоническим оркестром Северогерманского радио. С 2010 года сотрудничает с Индианаполисским симфоническим оркестром, в 2011—2021 гг. его главный дирижёр. В 2013 году на фестивале Young Euro Classic дирижировал выступлением Молодёжного оркестра Европейского союза (играют в нём 140 музыкантов, представляющих все страны Евросоюза, отбор проводится ежегодно из 4000 кандидатов). С 2013 года Урбанский сотрудничал с Токийским симфоническим оркестром.